# Peix gat negre
El peix gat negre o peix gat (Ameiurus melas o Ictalurus melas) és un peix d'aigua dolça. A Catalunya i al País Valencià és considerat una espècie invasora.

## Descripció
El peix gat és un peix petit, que pot arribar a mesurar 40 cm de llargada. El pes mitjà de l'espècie és de 400g. El cos no té escates, però en el seu lloc presenta mucositats en tot el cos. El que més destaca és la gran diferència de mida entre el cap i la boca. Al voltant de la boca hi té quatre parells de barbes que li permeten alimentar-se, ja que amb ells detecta el menjar. Té dues aletes pectorals (una per banda) que tenen el primer radi fort, que els permet defensar-se injectant una petita dosis de toxines a l'enemic. Just darrere de les brànquies hi ha les aletes pectorals. No té escates i la pell presenta un mucus protector. Tot el cos és de color marronós negre excepte el ventre que és de color blanquinós groguenc. Els mascles són més prims i allargats, en canvi les femelles són més amples i més grans. La maduresa sexual arriba als dos anys.

## Hàbitat
El peix gat prefereix aigües tranquil·les amb els fons dels rius amb sediments fins que li permetin amagar-s'hi. Suporta amb facilitat la mala qualitat de l'aigua, la falta d'oxigen, la falta temporal d'aigua als rius i les temperatures elevades (30 graus). És actiu la nit.

## Reproducció
Es reprodueixen a final de primavera i principi d'estiu. La parella farà forats al fons del rius on hi deixaran de dos mil a cinc mil ous. Un cop els ous postos el mascle defensarà de forma agressiva el niu. L'eclosió té lloc unes setmanes després. Les cries estaran juntes unes setmanes formant boles negres, molt visibles des de fora de l'aigua, i protegides pel mascle. Més tard viuran ja definitivament soles.

## Alimentació
És omnívor: basa la seva alimentació en plantes, en petits peixos i restes d'animals morts. S'ha observat que també s'alimenta de peixos com el salmó.

## Distribució
Originari d'Amèrica del Nord, és visible a totes les zones de climes càlids. Les diferents subespècies són visibles en tot l'hemisferi nord i en una part de l'Amèrica del sud. Cal destacar Xile i Rússia com a receptors principals del peix gat. A la península s'ha introduït i va ser repertoriat per primera vegada al el Llobrebat el 1940. Es troba en diverses conques com el Xúquer, Llobregat o el Ter, i de forma més comuna al Tajo i l'Ebre.

## Espècie invasora
És una espècie que impacta per la transformació de l'hàbitat: remou el fons i augmenta la terbolesa de l'aigua. És un peix depredador bentònic problemàtic per a les espècies autòctones i els amfibis. Va ser introduïda a la península Ibèrica a principi del segle xx. Els primers exemplars van ser alliberats de manera intencionada i il·legal al llac de Banyoles per pescadors esportius per augmentar la varietat d'espècies i posteriorment es van dispersar a la majoria dels rius de Catalunya. Al riu Ter es va introduir per compensar la falta de peixos autòctons i per finalitats esportives, i això va amenaçar les espècies autòctones ja força escasses. Els exemplars joves s'utilitzaven com a esquer de pesca. Mentrestant ha desaparegut del llac de Banyoles tot i haver-s'hi establert plenament durant dècades.
Com per a totes les espècies invasores, els pescadors no poden en cap cas retornar-los al medi natural i han de procedir a la seva eliminació o retirada del medi natural, excepte per raons d'investigació. Segons la normativa, s'han de sacrificar al moment de la seva captura, sigui quina sigui la seva longitud i en cap cas es poden mantenir en viu en sacs de retenció. Un cop sacrificades, el pescador les ha d'eliminar com a residu orgànic o destinar-les a l'autoconsum.